# 오리오 마스트로피에로

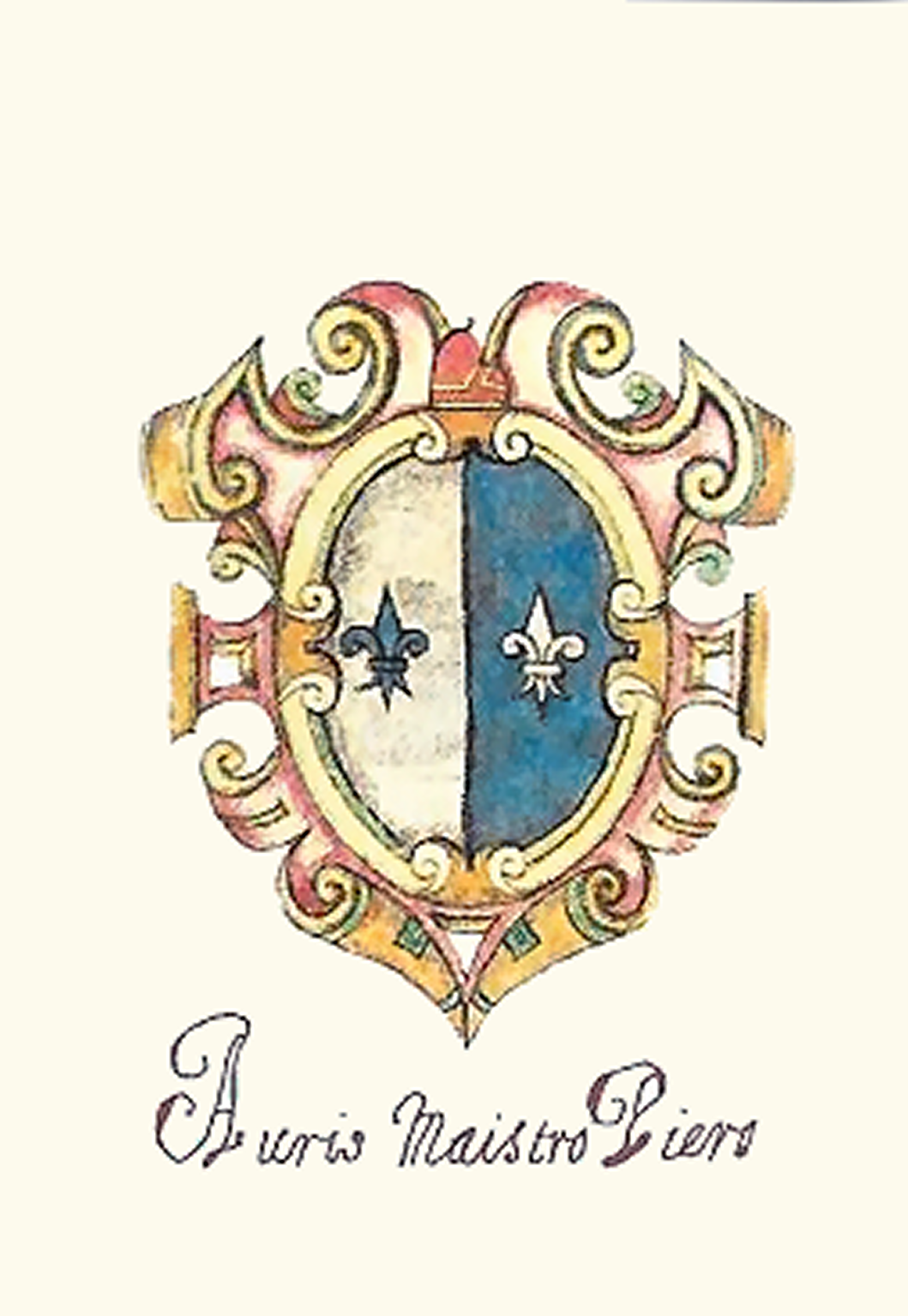

오리오 마스트로피에로(Orio Mastropiero, 생년 미상 ~ 1192년)는 베네치아의 제40대 도제(재임: 1178년 ~ 1192년)이다.

## 생애
도제 재임 전에는 베네치아에서도 1위, 2위를 다투는 대부호였으며, 신성 로마 제국의 황제 프리드리히 1세와 롬바르디아 동맹을 결성하였다.
1178년, 베네치아 제40대 도제로 선출되었다. 그 다음은 도제 평의회의 설립 등 적극적인 정치 개혁을 추진하여 베네치아 공화국의 내부를 굳히는 한편, 대외적으로 1187년에 비잔티움 제국의 황제 이사키오스 2세와 동맹을 맺고, 베네치아 공화국의 국제적인 입장을 유지했던 것이다.
그러나 헝가리 국왕 벨러 3세와 대립으로 인하여 괴로워하였고, 그와 두 번에 걸쳐서 교전했지만, 모두 실패로 끝나 버렸고 결국 1192년에 사망했다.
| 전임 세바스티아노 지아니 | 제40대 베네치아 공화국 도제 1178년 - 1192년 | 후임 엔리코 단돌로 |